# Leptochilus stangei
Leptochilus stangei är en stekelart som beskrevs av Parker 1966. Leptochilus stangei ingår i släktet Leptochilus och familjen Eumenidae. Inga underarter finns listade i Catalogue of Life.